# Историческа област Салем (Ню Йорк)
Историческата област Салем е разположена по протежението на Мейн Стрийт (Ню Йорк 22) и на Бродуей (окръг Вашингтон маршрути 30 и 153) в Салем, Ню Йорк, САЩ. Това е зона с площ 22 акра (8,9 хектара), съдържаща 79 сгради.
Повечето сгради датират от 19-и и началото на 20 век, а някои представляват важни събития в историята на Салем, може би най-старото непрекъснато населено място в окръга, което има собствена община. Сградите, които са пострадали от разрушителния пожар през 1840 г. са запазени сравнително непокътнати. През 1975 г. районът е бил признат за исторически и е регистриран в Националния регистър на исторически места.

## География
Областта е във формата на кръст. Тя включва в себе си всички обекти от двете страни на Мейн от бившия „Делауеър и Хъдсън железопътни пътища“ в северната му част до парк Плейс на юг. Пресичането на железопътните линии с Окръжен маршрут 30 служи като западната граница, а бившият окръжен съд е на източната граница заедно с Окръжен маршрут 153. Граница се простира на 200 фута (61 метра) от пътищата.
Тази площ от 22 акра (8,9 хектара) включва 79 сгради, почти десет от които са от към края на 19 век. Частите източно от Мейн Стрийт и Бродуей са гъсто развити, с търговски имоти в близост до центъра, което води до пребиваване надалеч от тях. Маршрут 153 е по-слабо населен и има стари дървета, образуващи буфер, водещ към сградата на окръжния съд и гимназията в Салем.

## История
Салем е бил заселен около 1761 г. от трима мъже от Пелхам, Масачузетс, което го прави един от най-ранните селища в района. Мястото, където са били дървените им къщи, които отдавна са изчезнали, сега заема сградата Ейбрамс в северната част на Мейн Стрийт. Довели са своите семейства три години по-късно и получили патент за 25 000 акра (10 000 хектара) земя в района от колониалния губернатор, след като обещават на двама колониални чиновници да им дадат половината от земята. По това време тази територия е била част от по-голяма, известна като окръг Шарлот.
Тези две длъжностни лица продали своята половина на ирландски министър, който води своите последователи в Северноамериканските колонии, за да избегнат религиозни гонения. Това довело до изграждането на училище и църква, първата в окръга и една от само две по това време на север от Албъни. Тези две групи живеели в относителна хармония.
Скоро след началото на войната за независимост през 1777 г., генерал Филип Шайлер от Континенталната армия заповяда на града да бъде евакуиран заради настъплението на Джон Бургойн в района по време на кампанията „Саратога“. Някои от хората остават, за да демонтират трупите от училището и да построят Форт Салем около мястото на Първата презвитерианска църква на Източен Бродуей. Тя е била опожарена през септември същата година от местните Лоялни.
Един местен човек, Джон Уилямс, създава локален полк и се отличава ката лидер по време на войната и в крайна сметка е повишен в полковник. В края на войната той напуска армията с чин бригаден генерал и построява голяма къща на онова, което сага е Източен Бродуей. Много години тя е била най-голямата и най-добра къща в селото.
Най-старата запазена къща в селото, къщата на съдия Бланшар на Източен Бродуей, е единствената сграда, която ясно може да покаже изразеното влияние на грузинския архитектурен стил, разпространен до Революцията. Това е рамкова сграда на повдигната основа със симетрични прозорци и Паладиански прозорец над входа. Тя е построена през 1790 г., преди появата на Федералния стил, по примера на къщата на съдия Маклийн надолу по улицата с трите елипсовидни прозорчета отгоре и странични прозорчета до главния вход.
През следващата година е основана Вашингтонската Академия, шестото училище в щата, което е официално регистрирано. През 1803 г. Салем е включен като село, едно от първите в щата. Осем години по-късно, нова училищна сграда е построена на Западен Бродуей, първата от няколко в окръга.
Много други ранни сгради, както и доклади за ранната история на Салем, са били унищожени при голям пожар през 1840 г. Крайният резултат от това е изграждането на сграда Proudfit на кръстовището на две пътища, която служи за общински офиси, обществена библиотека, театър и централното управление на пожарната и полицията. Тя е построена за $10 000 оставена на селото от председателя на местна банка, при условие, че съответните средства ще бъдат повишени. Семейство Праудфит предоставило половината от тези средства и сградата е била кръстена на тяхно име в чест на благодарност.
През 1939 година училищният район е централизиран. Последната сграда от училището в центъра на града е била превърната в апартаменти и нова сграда е построена на територията на бившето имение Уилямс.

## Важни имоти
- Къщата на съдия Бланшар, Източен Бродуей. Датираща от 1790 г., това е най-старата къща в селото. Тя показва грузинското влияние.
- Първата Презвитерианска Църква, Източен Бродуей. Предната портика с пълна височина на дорическите колони е една от най-силните възрожденски сгради в селото.
- Сградата Proudfit , Западен Бродуей и Южната част на Мейн Стрийт. Построена през 1890, тази богато украсена тухлена и циментова структура служи на кметството, обществената библиотека и театър. Тя се смята за център на селото откакто е построена.
- Къщата Proudfit-Sherman, Източен Бродуей. Най-добрият пример на гръко-възрожденска къща в селото, която има преден портик, подобен на презвитерианска църква, но без колони в Йонийски стил.
- Сградата На Окръжния Съд На Вашингтон, Западен Бродуей. Освен премахнатата камбанария, това е луксозна тухлена постройка, която е запазена в същия вид откакто е построена през 1869 година.

## Записване
През 2008 г. общината създаде комисия за историческото наследство, за да се запази историческият облик на района. Той се състои от петима членове, назначени от кмета, които служат три години. Двама от тях трябва да бъдат собственици на имоти в този квартал, един трябва да бъде архитект с опит в опазването, а другият трябва да бъде историк.
Тя разглежда всички нови строежи или реконструкции на територията на района, е нужно разрешение за строеж. Също така им е разрешено да извършват проучвания за пространството и да препоръчва на новите имоти да бъдат обозначени като местна забележителност.